# (Baby Tell Me) Can You Dance
"(Baby Tell Me) Can You Dance" is de eerste single van het debuutalbum van Shanice, Discovery. De single werd uitgebracht op 28 augustus 1987 door A&M Records.

## Nummers
7" (AM-2939) Verenigde Staten
1. (Baby Tell Me) Can You Dance
2. Summer Love

12" (012235) Verenigde Staten
1. Club Mix
2. Instrumental
3. Radio Mix
4. The Shep Pettibone Mix

## Hitlijsten
| Hitlijst (1987)                                 | Hoogste positie |
| ----------------------------------------------- | --------------- |
| VS Billboard Hot 100                            | 50              |
| VS Billboard Hot R&B/Hip-Hop Singles & Tracks   | 6               |
| VS Billboard Hot Dance Music/Club Play          | 16              |
| VS Billboard Hot Dance Music/Maxi-Singles Sales | 39              |